# E.Viagradation Part 1 (Black & Red)
《E.Viagradation Part 1 (Black & Red)》는 대한민국의 래퍼 이비아(타이미)의 미니 앨범이다.

## 수록곡
1. 그래서 난 죽었다 (Feat. 서선)
2. 미친 인연 (Feat. 이수 of M.C. The Max)
3. 독백 (Interlde)
4. 밤에 피는 장미 (Feat. 배켱)
5. 심박계 (Outro)
6. 미친 인연 (Inst.)
7. 밤에 피는 장미 (Inst.)